# بنای شماره ۵ (کارگاه سریشم سازی)
بنای شماره ۵ (کارگاه سریشم سازی) مربوط به دوره قاجار است و در شهرستان آستانه اشرفیه، بخش کیاشهر، شهر کیاشهر، بندر کیاشهر، خیابان امام خمینی واقع شده و این اثر در تاریخ ۷ اسفند ۱۳۸۶ با شمارهٔ ثبت ۲۱۵۵۹ به‌عنوان یکی از آثار ملی ایران به ثبت رسیده‌است.